# Luigi Mario Engaku Taino
Luigi Mario Engaku Taino (Roma, 7 maggio 1938 – Orvieto, 9 novembre 2021) è stato un filosofo e scrittore italiano.

## Biografia
Luigi Mario Engaku Taino è stato uno dei primissimi italiani a recarsi in Giappone per entrare in un tempio delle scuole zen, rispettando la severa disciplina richiesta agli aspiranti monaci, per vivere appieno quell'antica spiritualità.
Dal 1967 al 1973 ha risieduto al tempio Shofuku-ji di Kobe, sotto la guida del maestro Yamada Mumon (1900-1988), ricevendo l'ordinazione monastica e l'inka (il sigillo che attesta la trasmissione ricevuta da parte di un maestro) nel lignaggio otokan.
Al suo rientro in Italia, ha fondato il primo tempio zen del paese, il Bukkosan Zenshin-ji. Vive in un cascinale nei pressi di Orvieto, in Umbria, dove ha coltivato la terra e produce le uve per il tipico vino locale.
Nell'arco di un'esperienza lunga cinquant'anni, Engaku Taino ha creato una comunità di monaci, monache e praticanti laici, alcuni dei quali hanno poi fondato e dirigono centri zen e sale di meditazione in molte altre località italiane
Dal 1981 ha riconosciuto 114 monaci e monache e 48 maestri del Dharma.
Le montagne sono l'altra grande passione di Luigi Mario, fin dalla sua giovinezza; ha aderito al CAI nel 1954, è diventato guida alpina nel 1959, maestro di sci nel 1965 e istruttore di scalata nel 1985. Nel 1962 ha lasciato il suo impiego in banca per gestire il Rifugio Franchetti sul Gran Sasso. Engaku Taino unisce la pratica zen e l'alpinismo, insegnandoli ai suoi praticanti durante ritiri spirituali in Alto Adige.
Nel 2013 il filmmaker Alberto Sciamplicotti ha dedicato un documentario a Luigi Mario Engaku Taino dal titolo Un giorno lungo 50 anni.
Nel 2016 i registi Silvia Siberini e Stefano Croci hanno incluso Luigi Mario Engaku Taino nel loro documentario "Tutto è in Fiamme" dedicato ad alcuni dei più importanti maestri buddhisti italiani, come Corrado Pensa, Mario Thanavaro, Fausto Taiten Guareschi, Franco Bertossa. Il documentario ha ottenuto il riconoscimento di interesse culturale da parte del Mibact. 

## Opere
- Le mani e i piedi del Buddha, Bukkosan Zenshinji Scaramuccia, Orvieto, 1977
- Lin-Chi-Lu. Raccolta dei Detti del Maestro Ch’an Lin-Chi I-Hsien, traduzione e commento a cura di Luigi Mario Engaku Taino, Bukkosan Zenshinji Scaramuccia, Orvieto, 1986
- L'illuminazione nella vita quotidiana. Il koan della vita, Edizioni Mediterranee,1997
- Buddismo contemporaneo. 48 koan per donne e uomini d'oggi, Iacobelli editore 2013
- Lo Zen e l'Arte di Scalare le Montagne, Monterosa Edizioni, 2015